# Halve Maan (Utrecht)
Halve Maan is een buurt in het westen van de stad Utrecht. Deze buurt is het westelijke deel van de subwijk Oog in Al, tussen het Amsterdam-Rijnkanaal aan de westkant en de Lessinglaan, de centrale weg door Oog in Al, aan de oostkant. De zuidelijke begrenzing is de Leidse Rijn en de noordelijke begrenzing het Merwedekanaal. De buurt telde in 2023 3.245 inwoners.
Aan de noordpunt is een naar de voetballer en oud-wijkgenoot Marco van Basten genoemd sportpark. Aan het Herderplein is een aantal winkels gevestigd.

## Geschiedenis
De buurt is vernoemd naar de boerderij De Halve Maan, die hier vroeger stond en plaats moest maken voor het Militair Hospitaal Dr. A. Mathijsen (MHAM), dat van 1940 tot 1991 gevestigd was in de buurt Oog in Al
In fde Halve Maan staan veel laagfbouwflats uit de jaren vijftig. Toen Oog in Al eind jaren vijftig vol begon te raken begon de ontwikkeling van de zuidelijker gelegen wijk Kanaleneiland. Hier werden de eerste woningen eind 1959 opgeleverd. De laagbouwflats rond het Herderplein waren in het kader van de sociale woningbouw in de naoorlogse jaren gebouwd. De huren waren hier in vergelijking met de rest van Oog in Al (een wijk met veel koopwoningen) erg laag en in de jaren tachtig begon Halve Maan een buurt met veel allochtonen uit de lagere inkomensgroepen te worden.
Het Herderplein kreeg landelijke bekendheid in 1965 toen hier in het laatste weekend van mei botsingen plaatsvonden tussen vetkuiven en sjorsklanten. Dit waren de Utrechtse equivalenten van de Amsterdamse pleiners en dijkers en de Haagse bullen en kikkers. De vetkuiven reden m.n. op brommers van de merken Zündapp en Kreidler, de zogeheten buikschuivers. Zij hadden (in die tijd) "ouderwetse" kapsels, naar achter gekamd in een kuif met veel haarvet van het merk Brylcreem. Hun muzikale voorkeur lag bij artiesten als Elvis Presley en Indorock. De sjorsklanten reden met name op brommers van het merk Puch en Tomos, de zogeheten hemelrijders. Zij hadden het (vaak lange) haar naar voren gekamd naar het voorbeeld van The Beatles en The Rolling Stones. Hun muzikale voorkeur ging uit naar beatmuziek. Analoog aan de Engelse mods en rockers, die in 1964 veldslagen voerden op de stranden van Brighton, Hastings en Clacton waren er rond het Herderplein wat schermutselingen tussen vetkuiven en sjorsklanten, maar in vergelijking met de Engelse veldslagen stelde het niet veel voor.

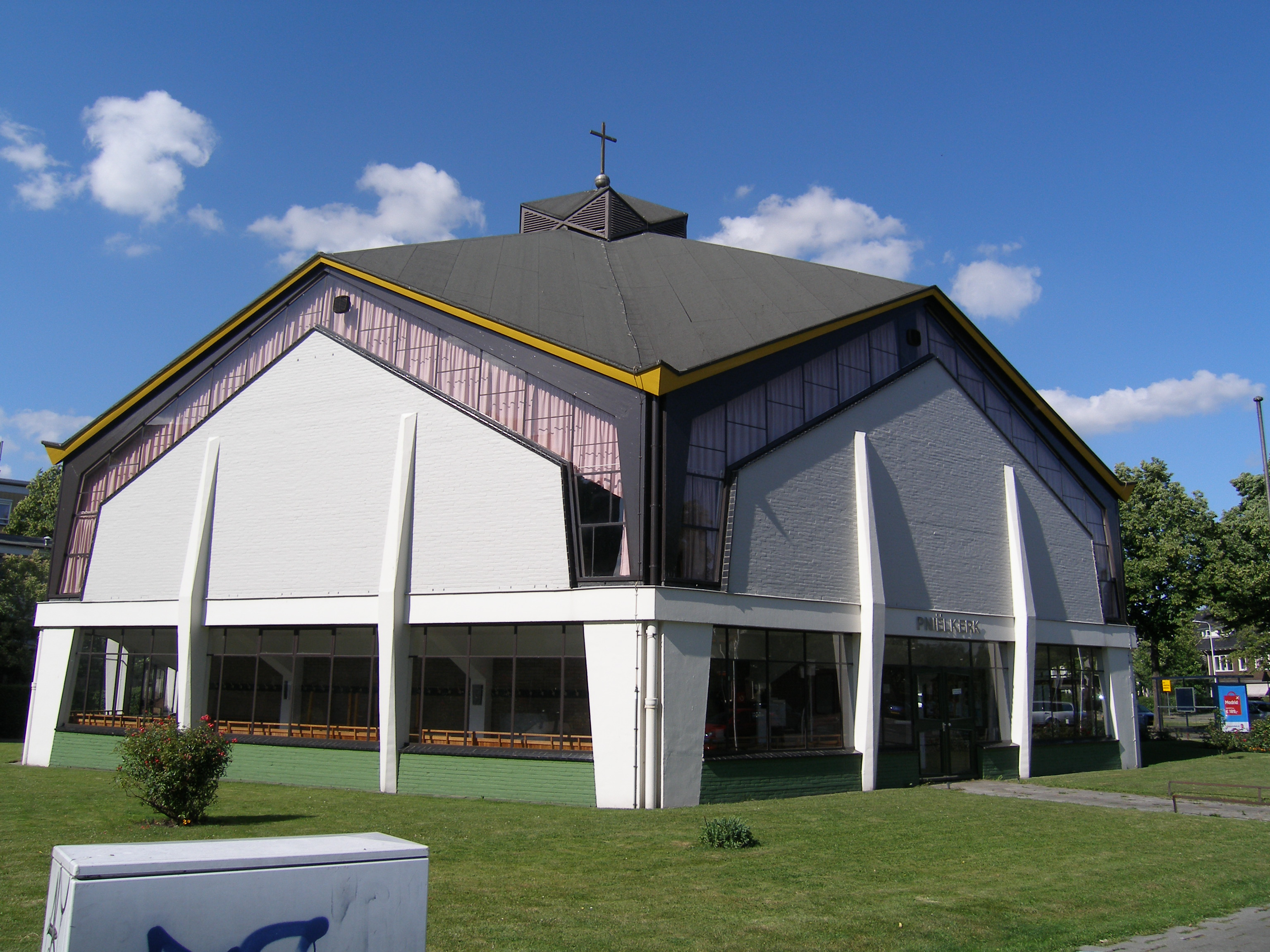
Pniëlkerk
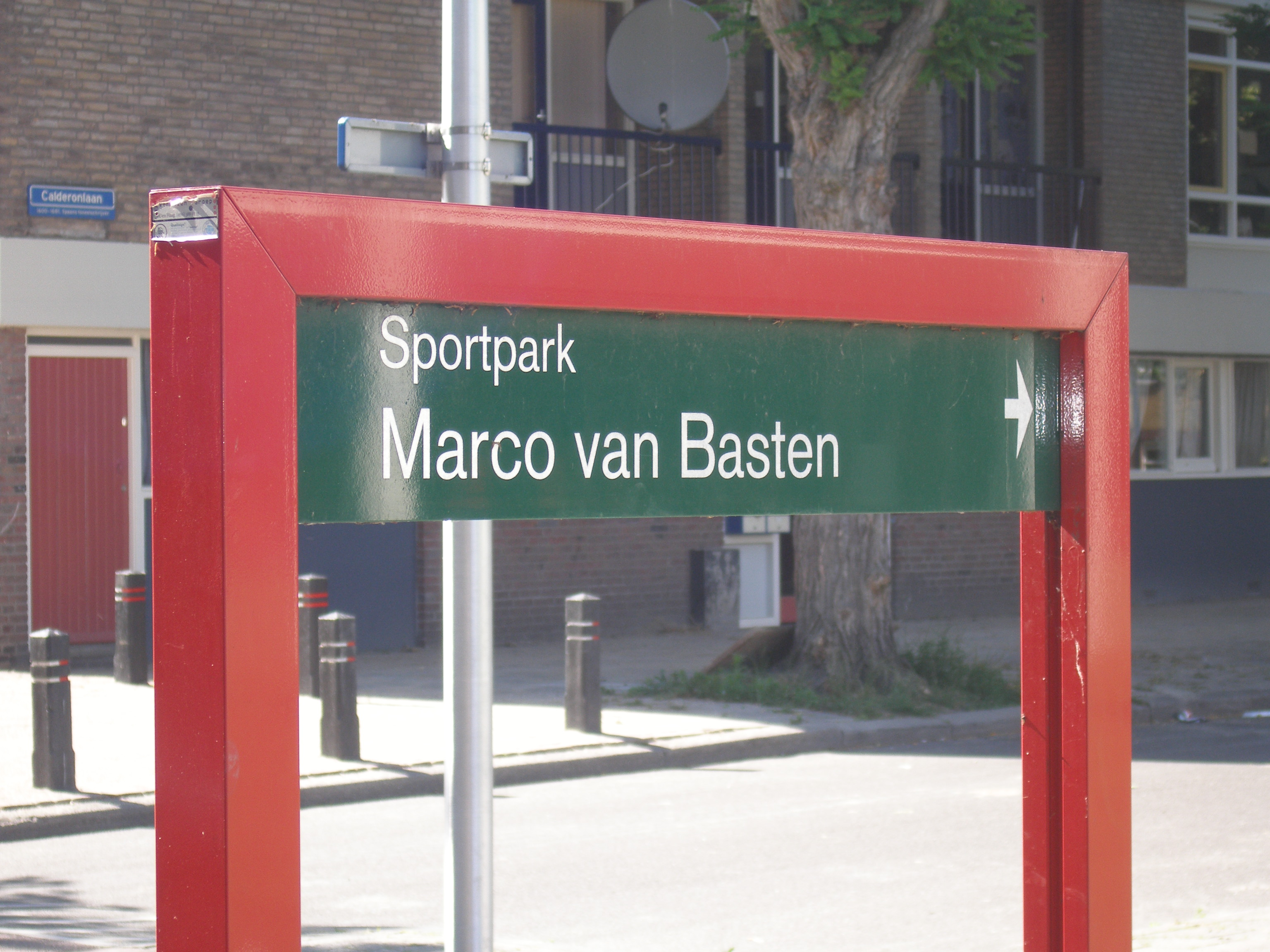
Wegwijzer naar het sportpark

Den Hommel · Halve Maan · Laan van Nieuw Guinea, Spinozaplantsoen · Lage Weide · Lombok en Leidseweg · Nieuw Engeland, Thomas à Kempisplantsoen en omgeving · Oog in Al · Schepenbuurt · Welgelegen